# Presviata Pokrova
La tchaïka Presviata Pokrova (en ukrainien Пресвята Покрова soit « Sainte Intercession ») est une réplique de bateau de type tchaïka (« mouette ») construite en 1992 à Lviv en Ukraine. Ce voilier du patrimoine maritime européen est basé à Pont-Aven.

## Historique
La Presviata Pokrova est une réplique des tchaïka qui naviguaient du IXe siècle au XVIIe siècle siècles sur les fleuves d'Ukraine et en mer Noire. Ces grandes barques à un mât amovible et à voile carrée étaient construtes en bois, avec des bordages à clin et des éléments en fer forgé. Elles ont servi aux souverains et aux marchands de la principauté de Galicie-Volhynie, de Moldavie et de Pologne-Lituanie ainsi qu'aux cosaques, transportant des marchandises et des troupes, et pouvant être armées de couleuvrines. La Presviata Pokrova est la réplique d'une épave trouvée dans les vases du Dniestr (d'où la tête d'aurochs moldave en figure de proue), sur un projet d'artistes ukrainiens autour de Tarass Beniakh. 
La Presviata Pokrova a rejoint la France la même année, en descendant le Dniestr pour rejoindre Bilhorod-Dnistrovskyï et Odessa, remontant le Dniepr jusqu'à Kiev, repartant en mer Noire vers Istambul, et traversant la Méditerranée par Athènes, le détroit de Messine et Bastia pour arriver à Saint-Tropez. Ce premier périple a été effectué uniquement à la voile et à la rame, à l'ancienne. À Saint-Tropez le navire a été équipé d'un moteur et, en 1993, a rejoint la Bretagne par le canal du Midi et la Seine, puis il a navigué jusqu'en 1998, surtout près des côtes anglaises, en mer du Nord et dans le golfe de Gascogne. De 1999 à 2001, la Presviata Pokrova a emprunté le canal du midi pour rejoindre l'Ukraine sur le trajet inverse. Neuf ans de navigation ont beaucoup fragilisé la coque et le gréement : réparée et consolidée en 2004, elle est repartie de Lviv par portage pour rejoindre la mer Baltique par le Boug occidental et la Vistule jusqu'à Gdansk, pour rallier les côtes de la Suède, de la Norvège, redescendre en mer de Nord et rejoindre la France en 2008. En 2009 le bateau a hiverné au port d'Auray dans le Morbihan où il a fêté le 20e anniversaire de l'indépendance de l'Ukraine. Presviata Pokrova a participé à de nombreux rassemblements de voiliers traditionnels en Bretagne.
Les problèmes financiers et techniques puis la guerre russo-ukrainienne ont fait que le navire a cessé de naviguer en 2011 et a été mis à l'abri à Pont-Aven en 2013. Durant l'hiver 2015-2016 , la tchaïka a coulé à cause du manque d'entretien et sa destruction comme épave a même été demandée par les autorités locales, mais la mobilisation citoyenne de l'association l'association « La Belle Angèle Minahouët II » a permis son renflouement : un chantier de la ville l'a accueillie : la Presviata Pokrova y a été partiellement restaurée mais sans pouvoir participer aux fêtes maritimes de Brest 2016 et de Temps fête Douarnenez 2018. L'équipage ukrainien a fait des allers et retours en Bretagne pour travailler sur le navire, et les marins de Pont-Aven l'a aidé. Le bateau a été mis en carénage et une restauration complète a eu lieu jusqu'en 2018. Remise à l'eau au printemps 2019, la Presviata Pokrova a effectué sa première navigation sur l'Aven, fin août lors de la fête de La Belle Angèle, le chasse-marée de la ville qui a fait naufrage le 17 octobre 2017, pour participer aux Fêtes maritimes de Brest 2020.

## Galerie

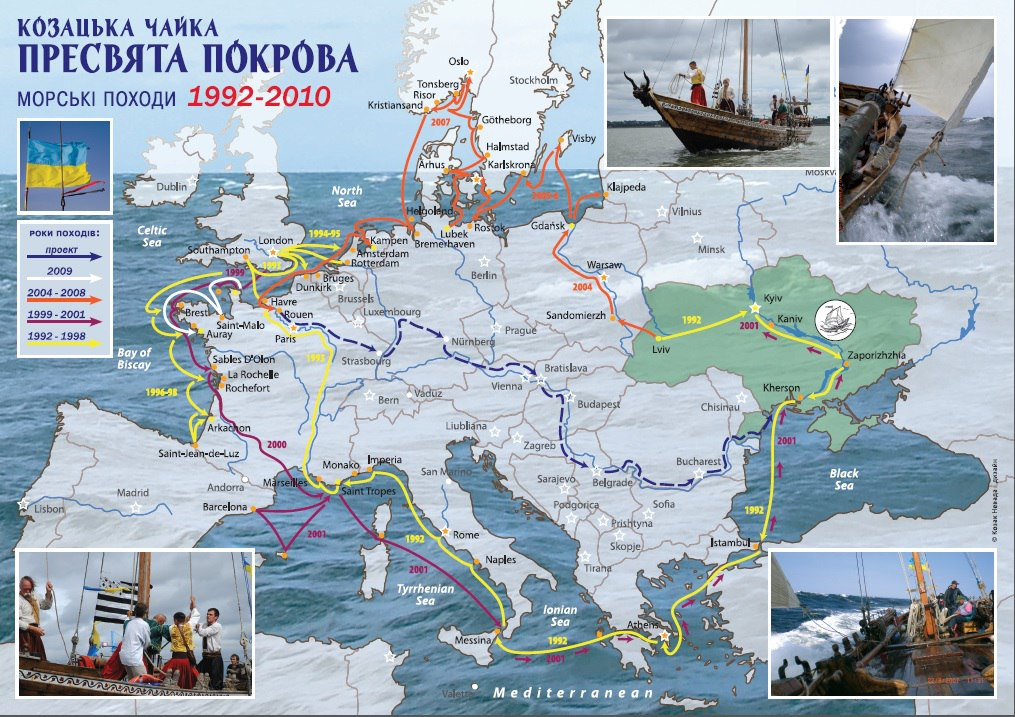
Panneau didactique
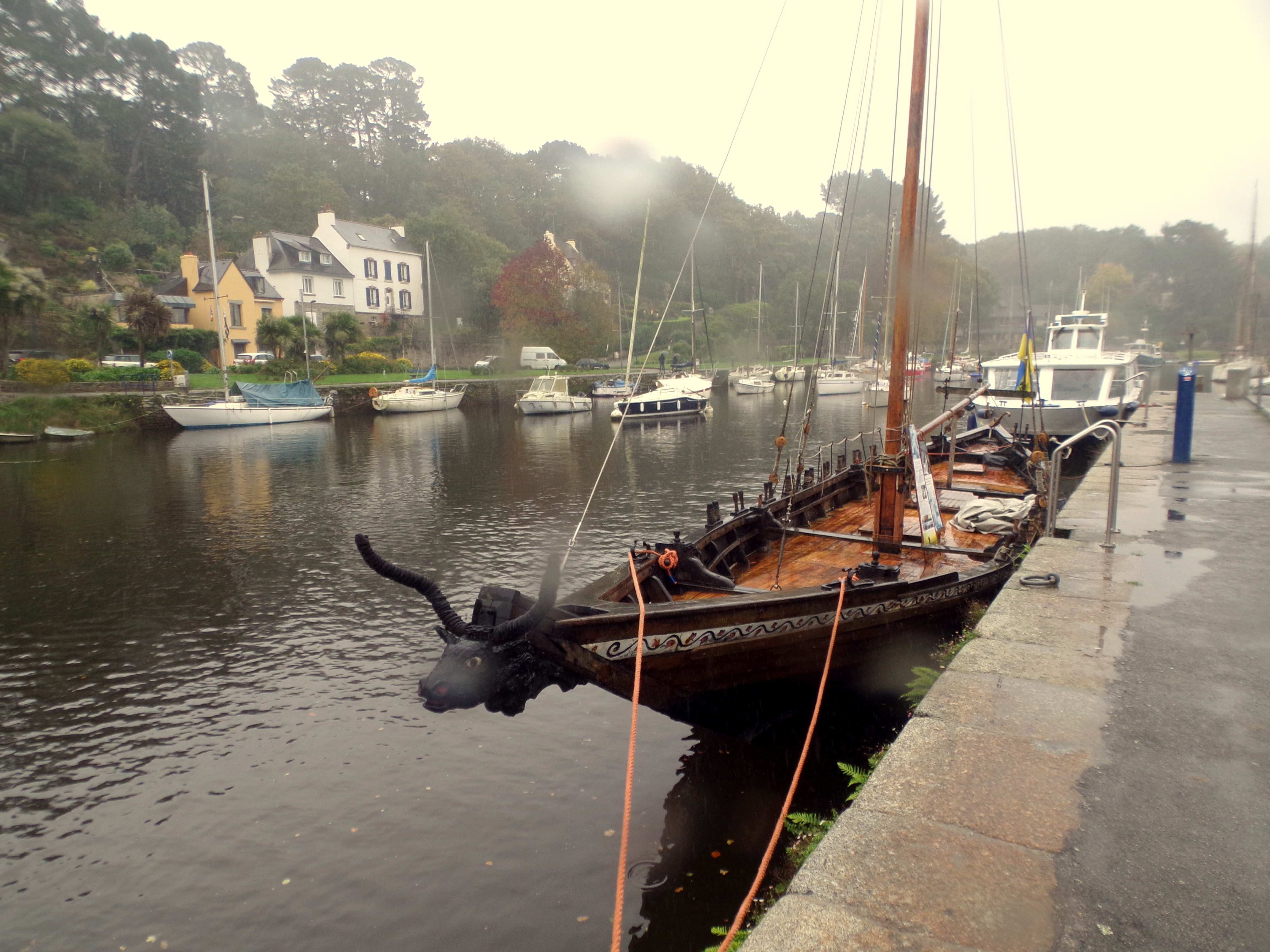
À quai de Pont-Aven
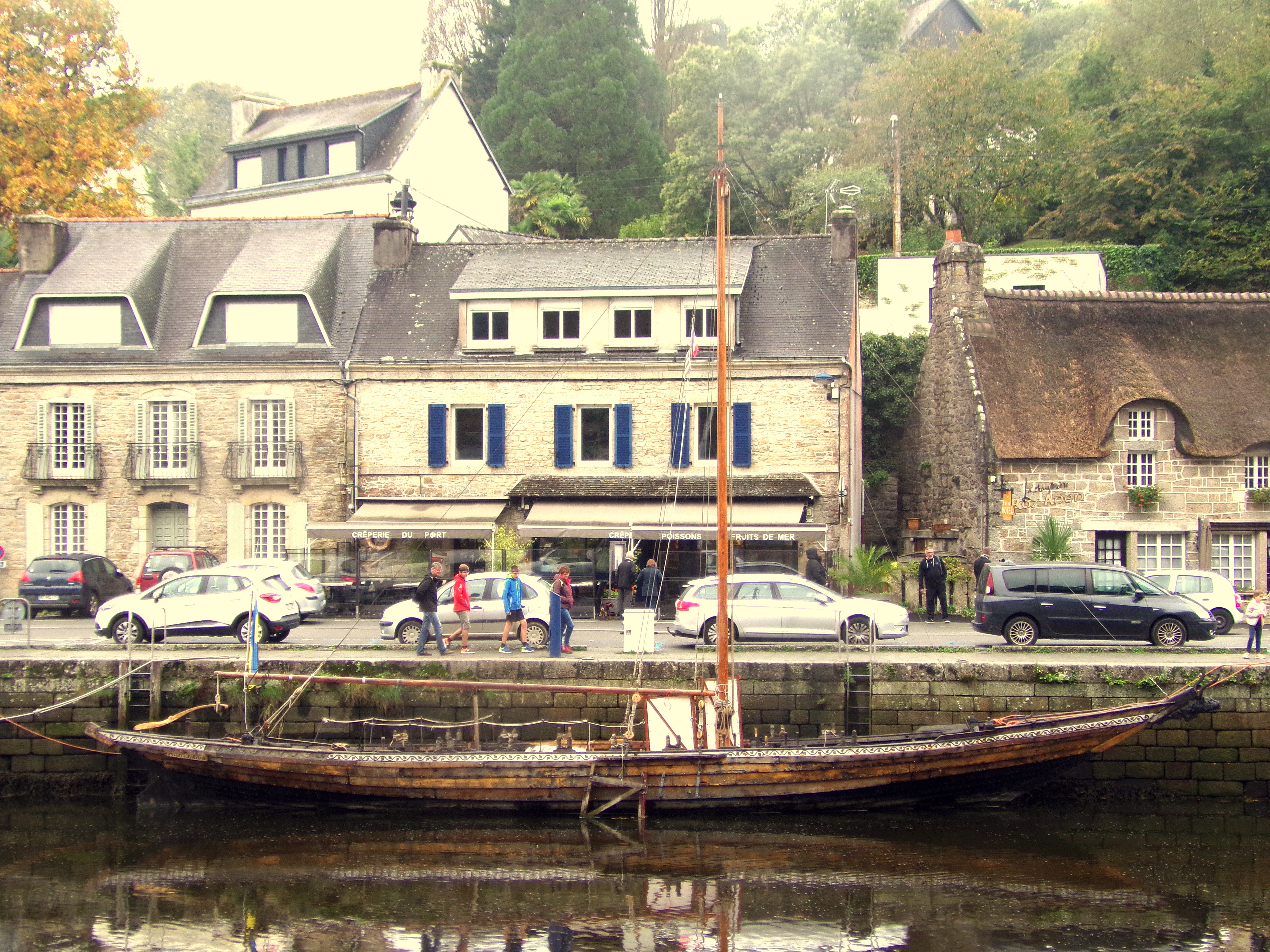
Idem
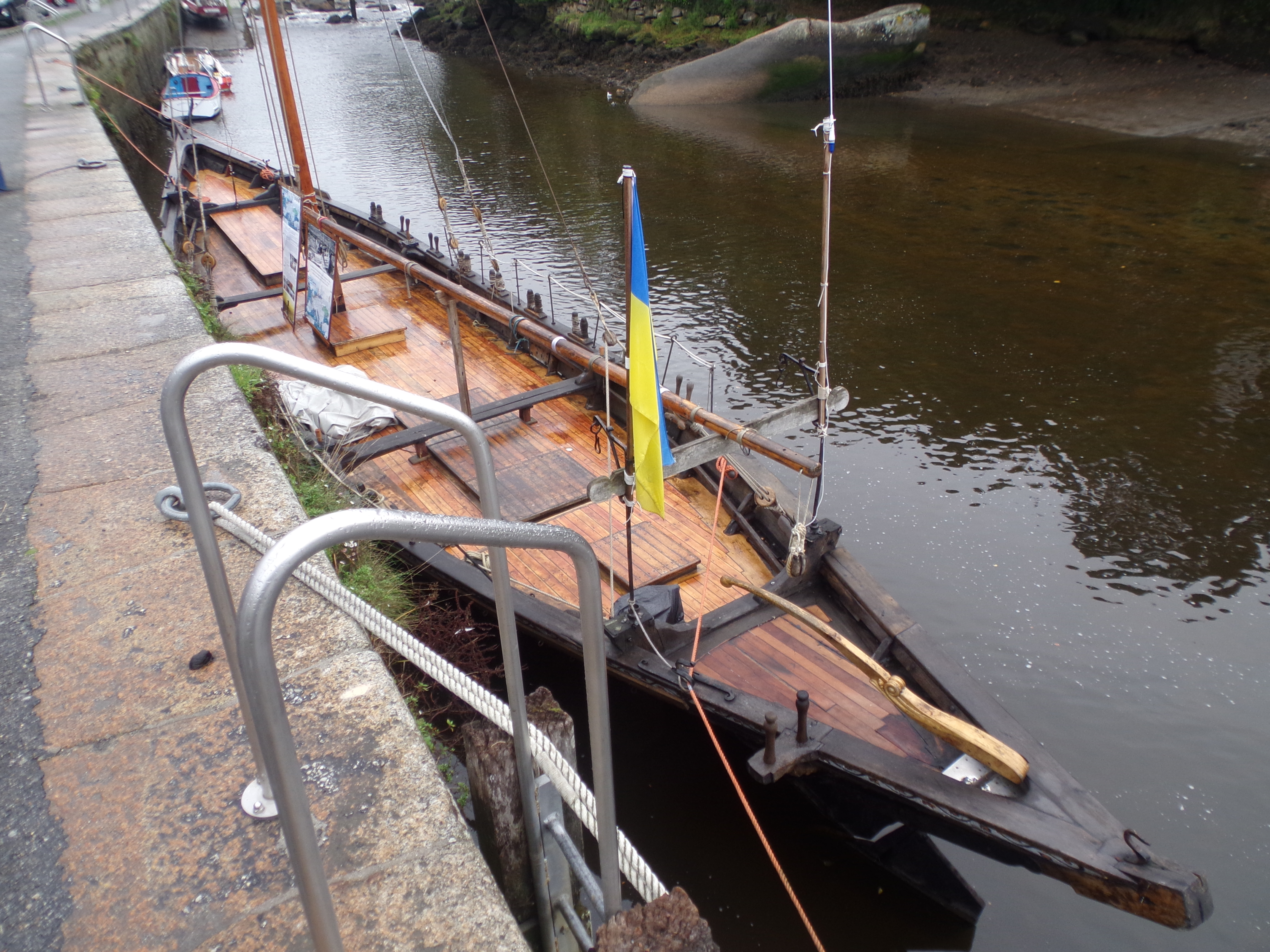
Le pont restauré